# Mégevette
Mégevette – miejscowość i gmina we Francji, w regionie Owernia-Rodan-Alpy, w departamencie Górna Sabaudia.
Według danych na rok 1990 gminę zamieszkiwało 321 osób, a gęstość zaludnienia wynosiła 15 osób/km² (wśród 2880 gmin regionu Rodan-Alpy Mégevette plasuje się na 1309. miejscu pod względem liczby ludności, natomiast pod względem powierzchni na miejscu 445.).